# 'Eua
‘Eua es una isla de Tonga, la isla hermana de Tongatapu situada a 18 km al sureste. Pero comprende una forma separada de división administrativa.

## Descripción
A diferencia de las otras islas de Tonga, ʻEua es una isla volcánica montañosa que se eleva en la parte oriental a 383 m. Tiene 19 km de largo y 7,5 km de ancho, con una superficie total de 87,44 km². Es una de las islas más antiguas del Pacífico produciendo una tierra rica para la agricultura y un bosque tropical con especies endémicas.
Geográficamente es del grupo de Tongatapu. Administrativamente forma una división con dos distritos: 'Eua Proper y 'Eua Fo'ou.

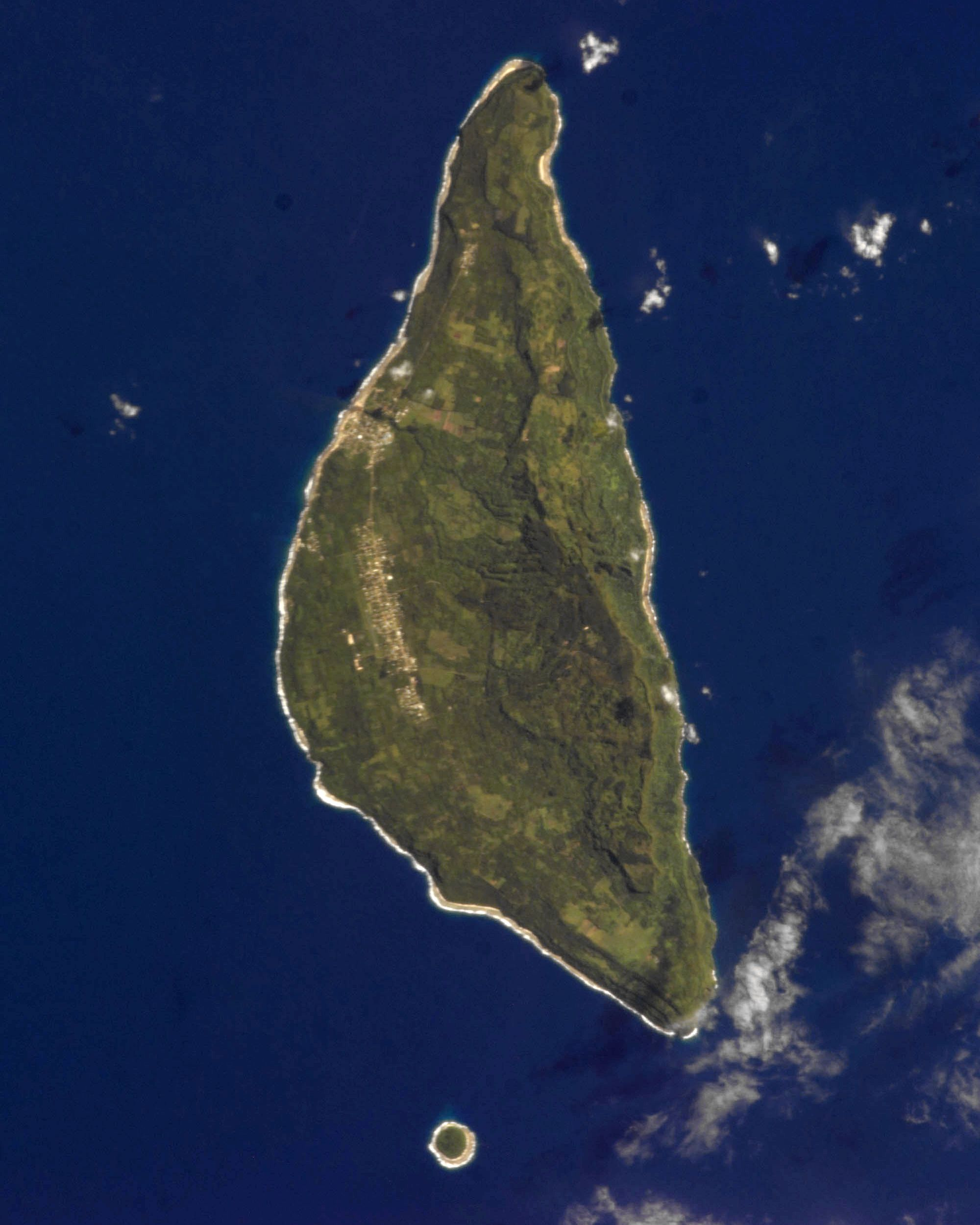
'Eua desde La ISS (recortada)

La población total en el censo de 1996 era de 4934 habitantes. Las villas de ʻEua tienen una población de diferentes orígenes: Houma, 'Ohonua (la capital), Tufuvai y Pangai son originarios de ʻEua; las nueve villas del distrito de ʻEua Fo'ou fueron fundadas por emigrantes de Niuafo'ou cuando el volcán entró en erupción en 1946; Ha'atu'a y Kolomaile son de población emigrada de 'Ata que escapaba de los negreros peruanos del siglo XIX; 'Ahau es de población emigrada de Tongapatu y Ha'apai.

## Historia reciente
ʻEua fue descubierta en 1643, por el holandés Abel Tasman que la bautizó Middelburg Eylandt como la ciudad de Middelburgo en los Países Bajos.

## Origen del nombre
Una leyenda explica que Sinilau llevó a Hina de Samoa a Tongatapu. Un pulpo la raptó y Sinilau vio como las dos cabezas iban flotando hacia la isla vecina. El nombre ‘e ua significa los dos.

## Contacto con Chile

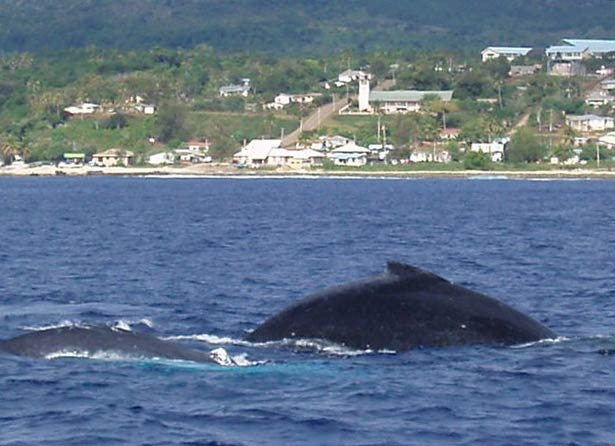
ooking en ‘Ohonua, ‘Eua, sur de Tonga, ballenas del Océano Pacífico en primer plano

El año 2007, un hallazgo impactó al mundo: en el golfo de Arauco aparecieron restos de gallina polinesia que probarían el contacto prehispánico entre Oceanía y América. Ahora hay arqueólogos que plantean una tesis mayor: en la misma época, los polinesios habrían convivido con los mapuches. Científicos chilenos descubrieron huesos de una gallina polinesia cuyo ADN demostró ser de entre 1304 y 1424 d. C. Los huesos probarían que navegantes de Oceanía –que habrían traído las gallinas– tuvieron contacto con América antes que los españoles. Resulta llamativo que el análisis genético de los huesos sea igual a los de la isla Tonga y no a los de Rapa Nui que están más cercanos.
Los resultados de la investigación fueron publicados en junio de 2007 en Proceedings of the National Academy of Science y divulgados por The New York Times.

Las corrientes marinas y los vientos del oeste durante el fenómeno de "El niño" apuntan directamente al territorio mapuche. Para los propios polinesios, esos largos viajes no sólo fueron posibles, sino que están registrados en su tradición oral”.
Arqueólogo José Miguel Ramírez, director del Centro de Estudios Rapa Nui de la Universidad de Valparaíso

## Administración
La División 'Eua está dividida en dos distritos:
- 'Eua Motu'a (Antigua 'Eua), en el norte, con seis pueblos y una población de 2949 habitantes.
- 'Eua Niuafo'ou (Nueva 'Eua), en el sur, con 2257 habitantes en nueve pueblos.

Los nueve pueblos del distrito sur 'Eua Niuafo'ou (o 'Eua Fo'ou para abreviar) fueron fundados por personas que tuvieron que abandonar su isla de Niuafo'ou en 1946 debido a una erupción volcánica; todos llevan el nombre de pueblos de Niuafo'ou.
El distrito del norte, en cambio, es Antigua 'Eua. Sin embargo, los habitantes del pueblo sureño de Kolomaile son descendientes de los antiguos habitantes de la isla de 'Ata, la más meridional de Tonga, evacuados después de que la isla fuera objetivo de esclavistas.
A 3,8 kilómetros al suroeste del extremo sur de 'Eua (Lakufaanga) se encuentra la isla de Kalau, de 35 acres.